# El proscrito del río Colorado
El proscrito del río Colorado (Outlaw of Red River en su título internacional) es un western de producción española, estrenado en 1965. Fue realizada por el estadounidense Maury Dexter, habitual de la American International Pictures de Roger Corman. Sus protagonistas fueron el también estadounidense George Montgomery y la actriz granadina Elisa Montés, asidua en el Spaghetti Western en aquellos años.

## Argumento
El general Miguel Camargo y el rico hacendado Cristóbal Riaño tienen sus ranchos próximos, en una zona al norte de México. Camargo está prometido con Francisca (Elisa Montés), hija de Riaño. O'Brien (George Montgomery), hombre de confianza de Camargo, también se halla enamorado de la joven, que lo ignora. Entre tanto, la comarca se encuentra amenazada por los pistoleros de un bandido llamado Espada, contrario al nombramiento de 
Camargo como gobernador del territorio.

## Reparto
- George Montgomery ... Ray O'Brien
- Elisa Montés ... Francisca Riaño
- José Nieto	... Camargo
- Jesús Tordesillas ... Cristóbal Riaño
- Miguel del Castillo ... Espada
- Ana María Custodio	... Señora Camargo
- Ricardo Valle ... Alfredo Riaño
- Gloria Cámara ... Marta Camargo
- Rafael Hernández ... Padre de la niña (como Ralph Baldwyn)
- José Villasante ... Capataz
- Luis Martínez Carvajal
- Juanita Ramírez ... Niña
- Víctor Bayo ... Bandido
- Frank Braña ... Bandido
- Antonio Orengo ... Capataz
- Carmen Porcel ... Señora Camargo
- Rafael Vaquero	... Bandido

## Localizaciones
- Almería, Andalucía, España.[2]
- Hoyo de manzanares, Madrid.

## Fecha de Estreno
- Dinamarca: 28 de julio de 1969[3]